# Saint-Cyran-du-Jambot
Saint-Cyran-du-Jambot település Franciaországban, Indre megyében. Lakosainak száma 171 fő (2022. január 1.). Saint-Cyran-du-Jambot Châtillon-sur-Indre, Fléré-la-Rivière, Loché-sur-Indrois és Saint-Hippolyte községekkel határos.

## Népesség
A település népessége az elmúlt években az alábbi módon változott:
| Lakosok száma | 319  | 232  | 208  | 226  | 227  | 225  | 216  | 182  | 171  | 171  |
|               | 1968 | 1982 | 1990 | 2006 | 2013 | 2015 | 2017 | 2019 | 2020 | 2022 |